# Йозеф Швендеманн
Йозеф Швендеманн (нім. Josef Schwendemann) — німецький льотчик-ас, віцефельдфебель Імперської армії. Кавалер золотого хреста «За військові заслуги».

## Біографія
Учасник Першої світової війни, служив у піхоті, був двічі поранений у наземних битвах. В червні 1916 року перевівся в авіацію. У лютому 1917 року отримав направлення в 14-ту охоронну ескадрилью, а 25 липня був підвищений у званні до віцефельдфебеля. Пройшовши курс навчання у винищувальній школі, у вересні 1917 року Швендеманн був призначений у 41-шу винищувальну ескадрилью.
Всього за час бойових дій здобув 17 перемог.

## Нагороди
- Залізний хрест 2-го і 1-го класу
- Золотий хрест «За військові заслуги» (30 вересня 1918)